# До побачення, Медео!
«До побачення, Медео!» («Revue na zakázku») — радянський художній фільм 1981 року, знятий режисером Зденеком Подскальським на кіностудіях «Казахфільм» і «Filmové Studio Barrandov».

## Сюжет
Режисер та хореограф із Праги готують шоу-виставу «Східна казка» — балет на льоду за участю вокально-інструментальних ансамблів та естрадних співаків. Зйомки своєї картини вони проводять у Казахстані на високогірній ковзанці Медео. У фільмі знімалися: Московський державний ансамбль «Балет на льоду», «Ревю на льоду» спорттовариства «Стадіон» (Прага), ансамблі «Отрар Сази», «Гульдер», «Кокшетау», «Молодий балет Алма-Ати».

## У ролях
- Роза Римбаєва — Раушан Асенова / Алія Асенова
- Олдржих Кайсер — асистент хореографа
- Іржи Лабус — асистент режисера
- Гелена Вондрачкова — співчка Шехерезада
- Карел Чернох — співак
- Досхан Жолжаксинов — Карім
- Єрік Жолжаксинов — Мурат
- Володимир Шмерал — старший режисер
- Франк Товен — старший хореограф
- Ярослав Возаб — чиновник
- Мілан Мах — чиновник
- Касим Жакібаєв — роль другого плану
- Дімаш Ахімов — великий клоун
- Кудайберген Султанбаєв — роль другого плану
- Камал Кармисов — роль другого плану
- Мухтар Бахтигерєєв — роль другого плану
- Жумабай Медетбаєв — роль другого плану
- Мануар Абдулліна — роль другого плану
- Сайдаль Абилгазін — роль другого плану
- Раушан Ауезбаєва — роль другого плану
- Байкенже Бельбаєв — роль другого плану
- Анеш Єржанова — роль другого плану
- Нурлибай Єсімгалієв — роль другого плану
- Єсболган Жайсанбаєв — роль другого плану
- Жамал Жалмухамедова — роль другого плану
- Ж. Жиєнкулова — роль другого плану
- Аубакір Ісмаїлов — роль другого плану
- Болат Калимбетов — роль другого плану
- Макіль Куланбаєв — роль другого плану
- Куляй Мураталієва — роль другого плану
- Шахан Мусін — роль другого плану
- Нургуль Минбаєва — роль другого плану
- Б. Наврузов — роль другого плану
- Т. Окапова — роль другого плану
- Г. Сулейменов — роль другого плану
- Гульзіпа Сиздикова — роль другого плану
- Рахметбай Телеубаєв — роль другого плану
- В. Трофімов — роль другого плану
- Жан Байжанбаєв — роль другого плану
- Танат Жайлібеков — роль другого плану
- Айжан Нурмагамбетова — роль другого плану
- Зарена Шашимбекова — роль другого плану
- З. Байсембекова — роль другого плану
- Зофяр Шакіров — роль другого плану

## Знімальна група
- Режисер — Зденек Подскальський
- Сценаристи — Віктор Дусіл, Валерій Карен
- Оператор — Іржи Мацак
- Композитор — Вітезлав Гадл
- Художник — Ідріс Карсакбаєв